# ユリアン・ロイス
ユリアン・ロイス（Julian Reus、1988年4月29日 ‐ ）は、西ドイツ・ハーナウ出身の陸上競技選手。専門は短距離走。100mで10秒01、室内60mで6秒52の自己ベストを持つ、両種目のドイツ記録保持者。

## 経歴

### 2007年
- 7月、ヨーロッパジュニア選手権男子100m決勝を10秒38（+0.2）で制して金メダルを獲得した。この種目でのドイツ勢の優勝は、1981年大会で東ドイツのトーマス・シュレーダー（英語版）が優勝して以来26年ぶり、東西ドイツ統一後は初だった。男子200mでは優勝したイギリスのアレキサンダー・ネルソン（英語版）と0秒04差の2位で優勝を逃したが、ドイツチームの2走を務めた男子4×100mリレーは優勝に貢献し、100mとの2冠を達成した。

### 2012年
- 6月、ドイツ選手権男子100mは10秒26（+2.7）の3位で優勝を逃したが、男子200mでは20秒58（+1.1）をマークして初優勝を果たした[1]。
- 7月1日、ヨーロッパ選手権男子4×100mリレー決勝でドイツチーム（ロイス、トビアス・ウンガー、アレクサンダー・コセンコー、ルーカス・ヤクシェ（英語版））の1走を務め、38秒44をマークしての銀メダル獲得に貢献した。
- 7月27日、100mでドイツ歴代2位の10秒09をマークし、フランク・エンメルマン（英語版）（10秒06）に次ぐドイツ人2人目の10秒0台を達成した。4×100mリレーではドイツチーム（ロイス、トビアス・ウンガー、アレクサンダー・コセンコー、ルーカス・ヤクシェ）の1走を務め、38秒02のドイツ記録樹立に貢献した。

### 2013年
- 7月、ドイツ選手権男子100mは予選で10秒17（-0.7）、決勝で10秒14（+0.6）の大会記録（当時）を樹立して初優勝を果たした。男子200mは決勝で20秒36（-0.4）の自己ベスト（当時）をマークして連覇を達成した[2]。
- 8月2日、100mで10秒08（+0.5）の自己ベスト（当時）をマークした。
- 8月、モスクワ世界選手権男子4×100mリレーでドイツチーム（ルーカス・ヤクシェ、スヴェン・クニップハルツ（英語版）、ロイス、マルティン・ケラー）の3走を務めると、決勝ではドイツ記録（38秒02）に迫る38秒04をマーク。3位のカナダと0秒12差の4位でメダルは逃したものの[3]、東ドイツ時代の1983年ヘルシンキ大会に並ぶ最高順位を記録した。

### 2014年
- 7月、ドイツ選手権男子100m予選を10秒20（+1.2）で突破すると、準決勝では10秒05のドイツ記録（当時）を樹立し、1985年にフランク・エンメルマンがマークした10秒06を29年ぶりに更新した[4]。決勝ではルーカス・ヤクシェと共に追い風参考記録ながら10秒01（+2.2）をマークし、着差ありで競り勝ち連覇を達成した[5]。

### 2015年
- 8月、北京世界選手権男子100m予選を10秒14（+0.5）の組3着で突破し[6]、初めてセミファイナリストとなったが、準決勝は10秒28（-0.4）の組8着で敗退した[7]。男子200mは予選で20秒51（+0.1）の組4着に終わり、着順で準決勝に進出できる組3着とは0秒17差で敗退した[8]。1走を務めた男子4×100mリレーは38秒15の4位に終わり、3位のカナダとは0秒02差で前回大会に続きメダルを逃した[9]。

### 2016年
- 1月29日、60mで6秒53の室内ドイツタイ記録（当時）を樹立し、1988年にSven Matthesがマークした記録に並んだ[10]。
- 2月27-28日、ドイツ室内選手権男子60mで6秒52のドイツ記録を樹立して優勝すると、男子200mではそれまでの自己ベスト（20秒90）を大幅に更新する20秒55をマークして優勝し、スプリント2冠を達成した[11]。
- 6月24日、ゾイレンローダ・ミーティング（Zeulenroda Meeting）男子100mで10秒03（+0.5）をマークし、自身の持つドイツ記録を0秒02更新した[12]。
- 7月29日、100mで自身の持つドイツ記録を0秒02更新する10秒01（+1.8）をマークし、9秒台に肉薄した[13]。

### 2017年
- 7月、ドイツ選手権男子100m決勝を10秒10（+0.2）、男子200m決勝20秒29（+1.0）の自己ベストで制し、両種目ともロンドン世界選手権の参加標準記録（10秒12と20秒44）を破って2冠を達成した[14]。

## 人物・エピソード
- 2013年12月にサッカーのガボン代表FWオーバメヤンにスプリント勝負を申し込んで話題となった。オーバメヤンは30mを3秒70で走ったと言われており、これはボルトが達成した100mの世界記録9秒58の30m地点のタイム（3秒78）よりも0秒08速い[15]。オーバメヤンは14日にドイツのスポーツ番組に出演し、3秒70で走ったことを改めて語った。その番組を視聴していたロイスが腹を立て、ボルトよりも速くないことを証明するため、陸上競技の名誉を取り戻すために、メディアを通じて30mのスプリント勝負を申し込んだ[16][17][18]。オーバメヤンも自身のツイッターで勝負に前向きな発言をしていたが、所属するボルシア・ドルトムントが認めなかった[19]。

## 自己ベスト
記録欄の（　）内の数字は風速（m/s）で、+は追い風、-は向かい風を意味する。
| 種目 | 記録           | 年月日        | 場所           | 備考           |
| 屋外 | 屋外           | 屋外          | 屋外           | 屋外           |
| ---- | -------------- | ------------- | -------------- | -------------- |
| 100m | 10秒01 (+1.8)  | 2016年7月29日 | マンハイム     | ドイツ記録     |
| 100m | 9秒99w (+4.8)  | 2017年6月18日 | ストックホルム | 追い風参考記録 |
| 200m | 20秒29 (+1.0)  | 2017年7月9日  | エアフルト     |                |
| 200m | 20秒23w (+2.3) | 2016年6月24日 | ゾイレンローダ | 追い風参考記録 |
| 室内 |                |               |                |                |
| 60m  | 6秒52          | 2016年2月27日 | ライプツィヒ   | 室内ドイツ記録 |
| 200m | 20秒55         | 2016年2月28日 | ライプツィヒ   |                |

## 主要大会成績
備考欄の記録は当時のもの
| 年   | 大会                          | 場所             | 種目    | 結果         | 記録          | 備考                   |
| ---- | ----------------------------- | ---------------- | ------- | ------------ | ------------- | ---------------------- |
| 2005 | 世界ユース選手権              | マラケシュ       | 100m    | 準決勝1組6着 | 10秒89 (-0.1) |                        |
| 2005 | 世界ユース選手権              | マラケシュ       | 200m    | 予選5組5着   | 21秒94 (+0.8) |                        |
| 2006 | 世界ジュニア選手権            | 北京             | 100m    | 予選3組4着   | 10秒67 (+0.9) |                        |
| 2006 | 世界ジュニア選手権            | 北京             | 200m    | 準決勝1組3着 | 21秒30 (-1.0) |                        |
| 2006 | 世界ジュニア選手権            | 北京             | 4x100mR | 決勝途中棄権 | DNF (4走)     |                        |
| 2007 | ヨーロッパジュニア選手権 (en) | ヘンゲロー       | 100m    | 優勝         | 10秒38 (+0.2) | ドイツ勢26年ぶりの優勝 |
| 2007 | ヨーロッパジュニア選手権 (en) | ヘンゲロー       | 200m    | 2位          | 20秒87 (-1.0) | 自己ベスト             |
| 2007 | ヨーロッパジュニア選手権 (en) | ヘンゲロー       | 4x100mR | 優勝         | 39秒81 (2走)  |                        |
| 2007 | 世界選手権                    | 大阪             | 4x100mR | 6位          | 38秒62 (4走)  |                        |
| 2012 | ヨーロッパ選手権              | ヘルシンキ       | 100m    | 準決勝2組4着 | 10秒44 (+0.1) |                        |
| 2012 | ヨーロッパ選手権              | ヘルシンキ       | 4x100mR | 2位          | 38秒44 (1走)  |                        |
| 2012 | オリンピック                  | ロンドン         | 4x100mR | 予選2組6着   | 38秒37 (1走)  |                        |
| 2013 | ヨーロッパ室内選手権 (en)     | ヨーテボリ       | 60m     | 6位          | 6秒62         |                        |
| 2013 | 世界選手権                    | モスクワ         | 100m    | 予選4組5着   | 10秒27 (-0.2) |                        |
| 2013 | 世界選手権                    | モスクワ         | 4x100mR | 4位          | 38秒04 (3走)  |                        |
| 2014 | 世界リレー (en)               | ナッソー         | 4x200mR | 予選途中棄権 | DNF (1走)     |                        |
| 2014 | 世界リレー (en)               | ナッソー         | 4x100mR | 7位          | 38秒69 (3走)  |                        |
| 2014 | ヨーロッパ選手権              | チューリッヒ     | 100m    | 準決勝1組4着 | 10秒35 (-0.8) |                        |
| 2014 | ヨーロッパ選手権              | チューリッヒ     | 200m    | 予選棄権     | DNS           |                        |
| 2014 | ヨーロッパ選手権              | チューリッヒ     | 4x100mR | 2位          | 38秒09 (1走)  |                        |
| 2015 | ヨーロッパ室内選手権 (en)     | プラハ           | 60m     | 3位          | 6秒60         |                        |
| 2015 | 世界選手権                    | 北京             | 100m    | 準決勝1組8着 | 10秒28 (-0.4) |                        |
| 2015 | 世界選手権                    | 北京             | 200m    | 予選3組4着   | 20秒51 (+0.1) |                        |
| 2015 | 世界選手権                    | 北京             | 4x100mR | 4位          | 38秒15 (1走)  |                        |
| 2016 | ヨーロッパ選手権 (en)         | アムステルダム   | 100m    | 準決勝3組3着 | 10秒22 (-0.4) |                        |
| 2016 | ヨーロッパ選手権 (en)         | アムステルダム   | 200m    | 準決勝2組6着 | 20秒83 (-0.1) |                        |
| 2016 | ヨーロッパ選手権 (en)         | アムステルダム   | 4x100mR | 3位          | 38秒47 (1走)  |                        |
| 2016 | オリンピック                  | リオデジャネイロ | 100m    | 予選4組7着   | 10秒34 (-0.5) |                        |
| 2016 | オリンピック                  | リオデジャネイロ | 200m    | 予選8組3着   | 20秒39 (+0.4) |                        |
| 2016 | オリンピック                  | リオデジャネイロ | 4x100mR | 予選2組6着   | 38秒26 (1走)  |                        |
| 2017 | 世界リレー (en)               | ナッソー         | 4x100mR | B決勝2位     | 39秒15 (3走)  |                        |
| 2017 | 世界選手権                    | ロンドン         | 100m    | 予選1組6着   | 10秒25 (-0.1) |                        |
| 2017 | 世界選手権                    | ロンドン         | 4x100mR | 予選2組5着   | 38秒66 (1走)  |                        |

### ドイツ選手権
優勝したドイツ選手権 (en) を記載
| 年   | 場所                        | 種目 | 記録          | 備考                            |
| ---- | --------------------------- | ---- | ------------- | ------------------------------- |
| 2012 | ボーフム ヴァッテンシャイト | 200m | 20秒58 (+1.1) | 自己ベスト                      |
| 2013 | ウルム                      | 100m | 10秒14 (+0.6) | 大会タイ記録                    |
| 2013 | ウルム                      | 200m | 20秒36 (-0.4) | 自己ベスト                      |
| 2014 | ウルム                      | 100m | 10秒01 (+2.2) | 準決勝10秒05 (+1.8)：ドイツ記録 |
| 2015 | ニュルンベルク              | 100m | 10秒12 (-0.2) |                                 |
| 2015 | ニュルンベルク              | 200m | 20秒42 (+1.0) |                                 |
| 2016 | カッセル                    | 100m | 10秒30 (-2.3) |                                 |
| 2017 | エアフルト                  | 100m | 10秒10 (+0.2) |                                 |
| 2017 | エアフルト                  | 200m | 20秒29 (+1.0) | 自己ベスト                      |